# 裾野市

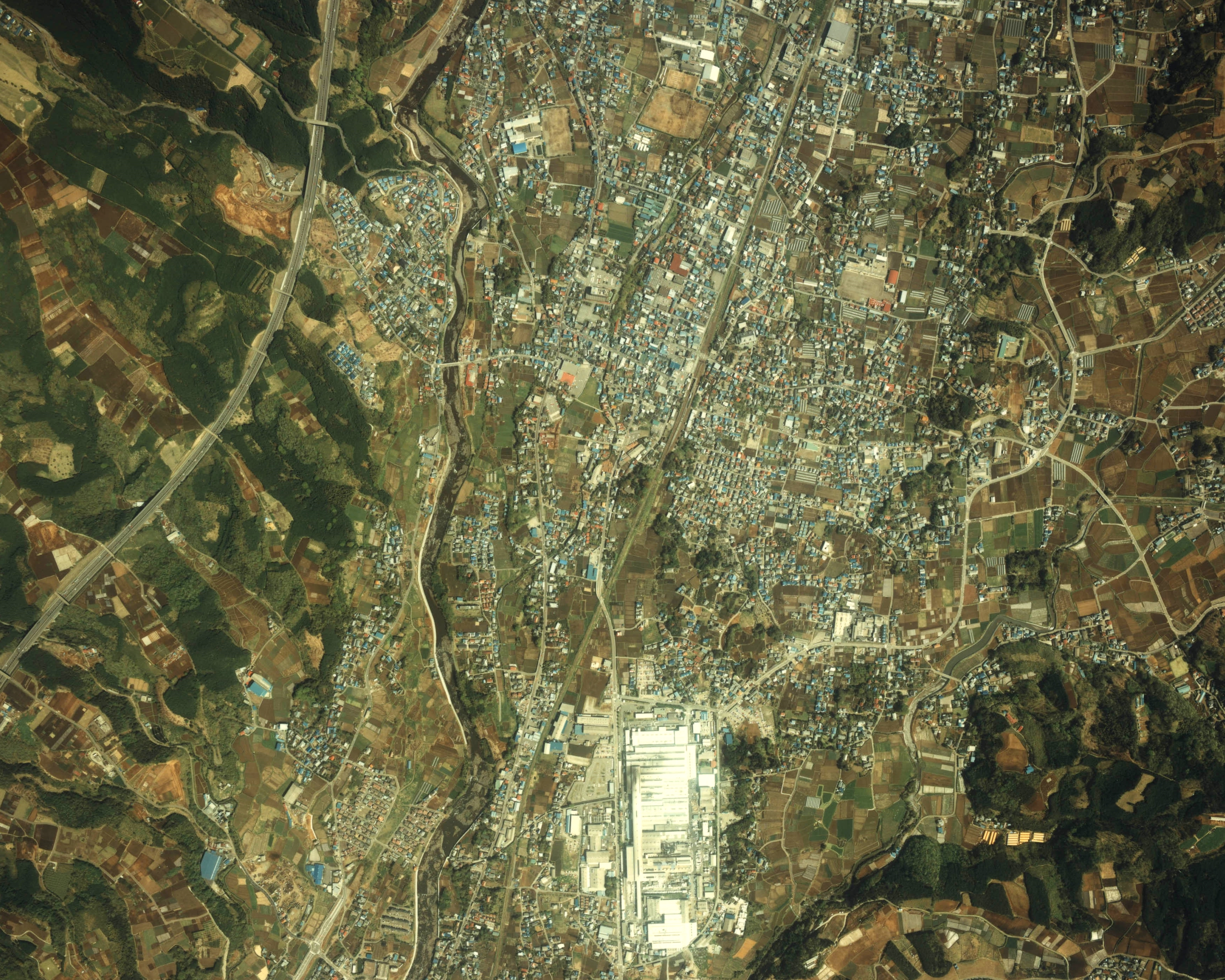
裾野市中心部周辺の空中写真。
1983年撮影。。

裾野市（すそのし）は、静岡県東部にある市。人口は約5万人。
沼津市及び三島市のベッドタウンである。トヨタ自動車が技術実証のため「コネクテッド・シティ」であるWoven Cityの整備を進めているなど、先端技術の研究都市となっている。

## 地理
富士山をはじめとする3つの大型火山の裾野に位置する街である。この裾野の南北に黄瀬川が流れ、その周囲の平地に市街地が広がる。
- 山: 富士山、箱根山、愛鷹山
- 河川: 黄瀬川、大場川

### 隣接している自治体
- 静岡県内：三島市、御殿場市、駿東郡長泉町、富士市
- 神奈川県：足柄下郡箱根町

### 地区
裾野市は5つの地区に分かれており、おおむね旧泉村、旧小泉村、旧深良村、旧富岡村、旧須山村の地域が現在はそれぞれ、東地区、西地区、深良地区、富岡地区、須山地区と呼ばれる。深良地区、富岡地区、須山地区には市役所の支所が置かれている。
- 須山（すやま）地区 - 旧須山村
- 富岡（とみおか）地区 - 旧富岡村
  - 下和田（しもわだ） - 旧下和田村
    - 呼子（よびこ）[注 1]

  - 今里（いまざと） - 旧今里村
  - 金沢（かねざわ） - 旧金沢村
  - 葛山（かづらやま） - 旧葛山村
  - 上ケ田（あげた） - 旧上ヶ田村
  - 御宿（みしゅく） - 旧御宿村
  - 千福（せんぷく） - 旧千福村
    - 千福が丘（せんぷくがおか）

  - 千畑（せんばた）
  - 大畑（おおはた） - 旧大畑村※
  - 桃園（ももぞの） - 旧定輪寺村※

※現在は西地区である
- 深良（ふから）地区 - 旧深良村
  - 岩波（いわなみ） - 旧岩波村
  - 深良（狭義）
- 西（にし）地区 - 旧小泉村
  - 石脇（いしわき） - 旧石脇村
  - 佐野（さの） - 旧佐野村
  - 二ツ屋（ふたつや） - 旧二ッ屋新田
  - 富沢（とみざわ） - 旧富沢村
  - 伊豆島田（いずしまた） - 旧伊豆島田村
  - 水窪（みずくぼ） - 旧水窪村
  - 北野（きたの）
- 東（ひがし）地区 - 旧泉村
  - 久根（くね） - 旧久根村
  - 公文名（くもみょう） - 旧公文名村
  - 稲荷（いなり） - 旧稲荷村
  - 茶畑（ちゃばたけ） - 旧茶畑村
  - 平松（ひらまつ） - 旧平松新田
  - 麦塚（むぎつか） - 旧麦塚村

### 市名の由来
裾野の名の由来は、裾野駅にある。JR御殿場線が東海道本線であった当初、佐野駅であったが、栃木県の佐野駅と重なることもあり、1915（大正4）年に裾野駅へ改称されている。裾野駅になった理由は、「富士山の裾野」からとされている。参考までに、駅名改称の2年前の1913（大正2）年に、陸軍省の富士裾野演習場（現在の東富士演習場）が開設されている。なお、栃木県の佐野駅は両毛線の駅であり、両毛線は1906（明治39）年に国有化され、東海道本線と同じ国有鉄道になっている。

### 中核市構想
静岡県が公表している静岡県市町村合併推進構想では、3市3町（沼津市、三島市、裾野市、函南町、清水町、長泉町）で中核都市を目指すとしている。また、御殿場市と小山町は将来的に裾野市等と協力して政令指定都市となること目指す構想が示されている。“静岡県市町村合併推進構想”. 2018年12月28日閲覧。
その後、静岡県市町村合併推進構想は2007年（平成19年）5月17日と2008年（平成20年）6月27日に変更されており、以上3市3町は「中核市を目指した合併を検討する必要がある地区」とされた。

### 実証都市開発
2020年（令和2年）、CES2020でトヨタが裾野市に最新技術の人工知能や自動運転、CASE、MaaSを取り入れた人口2千人規模の実証都市「Woven City」を建設すると発表。2020年末に閉鎖予定のトヨタ自動車東日本の東富士工場跡地（約70.8万平方メートル）に2021年初めから着工予定。2021年2月23日、建設が始まった。初期段階では、主にトヨタの従業員やプロジェクトの関係者などが居住する予定。

## 歴史

### 沿革
- 江戸時代には御殿場市・小山町と同様に、主に相模小田原藩の領地だった（一部に旗本領が存在）[10]。
- 1889年（明治22年）2月1日：佐野駅開設。
- 1889年（明治22年）4月1日：町村制施行に伴い駿東郡に小泉村・須山村・富岡村・深浪村が成立する。
- 1891年（明治24年）6月11日：深浪村が深良村に改称。
- 1891年（明治24年）10月10日：小泉村から泉村が分立。
- 1915年（大正4年）4月14日：佐野駅が裾野駅に改称。
- 1944年（昭和19年）12月8日：岩波駅開業。
- 1952年（昭和27年）4月1日：小泉村と泉村が合併し、裾野町が発足。
- 1953年（昭和28年）3月4日：裾野町社会福祉協議会設立。
- 1956年（昭和31年）9月30日：深良村が裾野町に編入。
- 1957年（昭和32年）
  - 9月1日：富岡村・須山村が裾野町に編入。
  - 9月18日：町章を制定[11]。
- 1960年（昭和35年）7月：裾野町商工会創立。
- 1961年（昭和36年）：矢崎電線裾野工場設立。
- 1962年（昭和37年）：三菱アルミニウム工場着工、町営プール竣工。
- 1966年（昭和41年）：トヨタ自動車東富士研究所設立。
- 1971年（昭和46年）1月1日：市制施行、裾野市となる。
- 1972年（昭和47年）：
  - 裾野市観光協会発足。
  - 9月22日：市の花（あしたかツヅジ）、市の木（スギ）、市の鳥（ウグイス）に決定（裾野市花・木・鳥を選定する委員会）。
- 1973年（昭和48年）5月：勤労青少年ホーム開館。
- 1974年（昭和49年）：中央公園開園。管理事務所設置、国指定文化財「植松家住宅」移築。
- 1977年（昭和52年）
  - 2月8日：現在の市役所庁舎（裾野市佐野1059番地）で業務開始。
- 1978年（昭和53年）
  - 5月8日：富士山資料館開館。
  - 10月10日：市民体育館開館。
- 1979年（昭和54年）4月2日：富岡地区コミュニティセンターで支所業務開始。
- 1980年（昭和55年）
  - 3月28日：深良地区コミュニティセンター完成。
  - 4月23日：富士サファリパーク開園。
  - 11月10日：市旗を制定[12]。
- 1981年（昭和56年）
  - 4月1日：須山地区コミュニティセンターで支所業務開始。
  - 8月1日：裾野市民憲章制定。
- 1982年（昭和57年）2月22日：オーストラリア・フランクストン市と姉妹都市提携。
- 1986年（昭和61年）
  - 3月：富士裾野工業団地竣工。
  - 5月28日：ヤクルト本社富士裾野工場落成。
- 1988年（昭和63年）
  - 3月29日：東名高速道路裾野インターチェンジ開通。
  - 11月22日：国道246号線裾野バイパス全線開通。
- 1991年（平成3年）
  - 3月16日：特急「あさぎり」裾野駅停車へ。
  - 3月28日：新商工会館（深良地先）落成。
  - 4月29日：小柄沢緑地開園。
  - 10月31日：裾野市民文化センター会館落成。
- 1992年（平成4年）11月26日：人口5万人達成。
- 1994年（平成6年）
  - 6月24日：学校給食センター完成。
  - 7月20日：鈴木図書館・東西公民館開館。
- 1995年（平成7年）4月3日：裾野市福祉保健会館開館。
- 1996年（平成8年）3月24日：陸上競技場落成記念式典。
- 2002年（平成14年）4月1日：東地区コミュニティセンター使用開始。
- 2003年（平成15年）
  - 3月27日：新消防庁舎落成。
  - 10月26日-30日：第58回国民体育大会バレーボール競技・ラグビーフットボール競技開催。
- 2010年（平成22年）6月：裾野市営墓地墓所使用者公募開始。
- 2011年（平成23年）7月：市役所本庁舎免震工事完了。
- 2012年（平成24年）3月17日：特急あさぎりの裾野駅停車が廃止される。
- 2013年（平成25年）4月1日：裾野警察署開署。
- 2025年（令和7年）：税収の増加により、国から地方交付税（普通交付税）を受け取らずに財政運営できる不交付団体となった[13]。

## 人口
| |                                        |  |
| 裾野市と全国の年齢別人口分布（2005年） | 裾野市の年齢・男女別人口分布（2005年） |  |
| ■紫色 ― 裾野市 ■緑色 ― 日本全国 | ■青色 ― 男性 ■赤色 ― 女性              |  |
| 裾野市（に相当する地域）の人口の推移 \| 1970年（昭和45年） \| 31,612人 \| \| \| 1975年（昭和50年） \| 37,772人 \| \| \| 1980年（昭和55年） \| 41,025人 \| \| \| 1985年（昭和60年） \| 45,149人 \| \| \| 1990年（平成2年） \| 49,039人 \| \| \| 1995年（平成7年） \| 49,729人 \| \| \| 2000年（平成12年） \| 52,682人 \| \| \| 2005年（平成17年） \| 53,062人 \| \| \| 2010年（平成22年） \| 54,546人 \| \| \| 2015年（平成27年） \| 52,737人 \| \| \| 2020年（令和2年） \| 50,911人 \| \| |                                        |  |
| 総務省統計局 国勢調査より |                                        |  |
| 1970年（昭和45年） | 31,612人                               |  |
| 1975年（昭和50年） | 37,772人                               |  |
| 1980年（昭和55年） | 41,025人                               |  |
| 1985年（昭和60年） | 45,149人                               |  |
| 1990年（平成2年） | 49,039人                               |  |
| 1995年（平成7年） | 49,729人                               |  |
| 2000年（平成12年） | 52,682人                               |  |
| 2005年（平成17年） | 53,062人                               |  |
| 2010年（平成22年） | 54,546人                               |  |
| 2015年（平成27年） | 52,737人                               |  |
| 2020年（令和2年） | 50,911人                               |  |

## 行政
- 市長：村田悠（2022年1月29日就任、1期目）[14]

### 歴代市長
| 代 | 氏名       | 就任年月日    | 退任年月日    |
| -- | ---------- | ------------- | ------------- |
| 初 | 遠藤佐市郎 | 1968年1月10日 | 1972年1月9日  |
| 2  | 岩崎亀     | 1972年1月10日 | 1976年1月9日  |
| 3  | 小林秀也   | 1976年1月10日 | 1978年1月9日  |
| 4  | 市川武     | 1978年1月10日 | 1994年1月28日 |
| 5  | 大橋俊二   | 1994年1月29日 | 2014年1月28日 |
| 6  | 髙村謙二   | 2014年1月29日 | 2022年1月28日 |
| 7  | 村田悠     | 2022年1月29日 | 現職          |

### 市役所
- 裾野市役所 - 裾野市佐野1059番地
  - 須山支所 - 裾野市須山1593番地の12
  - 富岡支所 - 裾野市御宿680番地の1
  - 深良支所 - 裾野市深良657番地

### 姉妹都市･提携都市
- フランクストン（オーストラリア連邦ビクトリア州）

## 議会

### 市議会
- 議長：中村 純也（2022年10月19日就任）
- 副議長：井出 悟（2022年10月19日就任）
- 定数：19人（任期：2026年10月11日まで[15]）

| 会派名     | 議員数 |
| ---------- | ------ |
| 未来すその | 6      |
| 真政会     | 4      |
| かがやき   | 2      |
| 公明党     | 2      |
| もののふ   | 2      |
| 無会派     | 3      |
| 計         | 19     |

（2023年4月1日現在）

### 県議会
| 選挙区                | 会派         | 人数 | 議員名   |
| --------------------- | ------------ | ---- | -------- |
| 裾野市選挙区（定数1） | 自民改革会議 | 1    | 鳥澤由克 |

### 衆議院
- 選挙区：静岡5区（三島市、富士市（旧富士川町域を除く）、御殿場市、裾野市、伊豆の国市（旧・伊豆長岡町域）、田方郡、駿東郡）
- 任期：2021年10月31日 - 2025年10月30日
- 投票日：2021年10月31日
- 当日有権者数：458,636人
- 投票率：54.39％

| 当落 | 候補者名 | 年齢 | 所属党派   | 新旧別 | 得票数    | 重複 |
| ---- | -------- | ---- | ---------- | ------ | --------- | ---- |
| 当   | 細野豪志 | 50   | 無所属     | 前     | 127,580票 |      |
| 比当 | 吉川赳   | 39   | 自由民主党 | 前     | 61,337票  | ○    |
|      | 小野範和 | 48   | 立憲民主党 | 新     | 51,965票  | ○    |
|      | 千田光   | 43   | 愛地球党   | 新     | 5,350票   |      |

## 経済

### 製造業
製造業が盛んで一人あたりの製造物出荷額は県下トップクラスを誇る。
- トヨタ自動車・東富士研究所
- 矢崎総業・本社機能
- キヤノン・富士裾野リサーチパーク
- トヨタ自動車東日本・東富士総合センター・須山工場
- 三菱アルミニウム・富士製作所
- アルバック・富士裾野工場・半導体技術研究所
- ヤクルト本社・富士裾野工場
- 住友理工・富士裾野製作所
- トヨタ紡織・富士裾野工場（2020年閉鎖）
- 藤壺技研工業・裾野総合工場
- 不二家・富士裾野工場
- 倉敷紡績・裾野工場

### 農業
水稲をはじめ、芝やモロヘイヤ、大和芋、里芋、菜花、チンゲンサイ、イチゴ、ブドウ、ヒノキ苗などが名産である。特に富士山麓は日本一古い野芝の産地で、大正時代から生産されている。

### 観光・保養
富士山と愛鷹山の間の十里木地区に別荘地が広がる。
裾野市域からの富士山眺望は宝永火口が中心にありシンメトリーな富士山が見える。
また箱根山の芦ノ湖スカイラインは裾野市域であり、三国峠からは左に駿河湾、右に富士山がある大パノラマが有名。
裾野市北部域にある須山浅間神社は世界文化遺産富士山の構成資産。
富士サファリパーク、ぐりんぱ、スノータウンイエティなどがある。

## 健康

### 平均年齢
2013年10月1日時点の平均年齢。
- 全体 - 43.8歳
  - 男性 - 42.6歳
  - 女性 - 45.0歳

### 病院
- 裾野赤十字病院 （佐野）
- 東名裾野病院 （御宿）

## 教育
- 裾野市立東小学校、向田小学校、西小学校、深良小学校、富岡第一小学校、富岡第二小学校、千福が丘小学校、須山小学校、南小学校
- 裾野市立富岡中学校、東中学校、西中学校、深良中学校、須山中学校
- 静岡県立裾野高等学校
- 私立不二聖心女子学院中学校・高等学校

## 交通
地勢上、南北方向には主要道路や鉄道が発達しているが、東西方向には発達していない。

### 鉄道
東海旅客鉄道（JR東海）
- 御殿場線
  - 岩波駅 - 裾野駅

- 中心となる駅：裾野駅

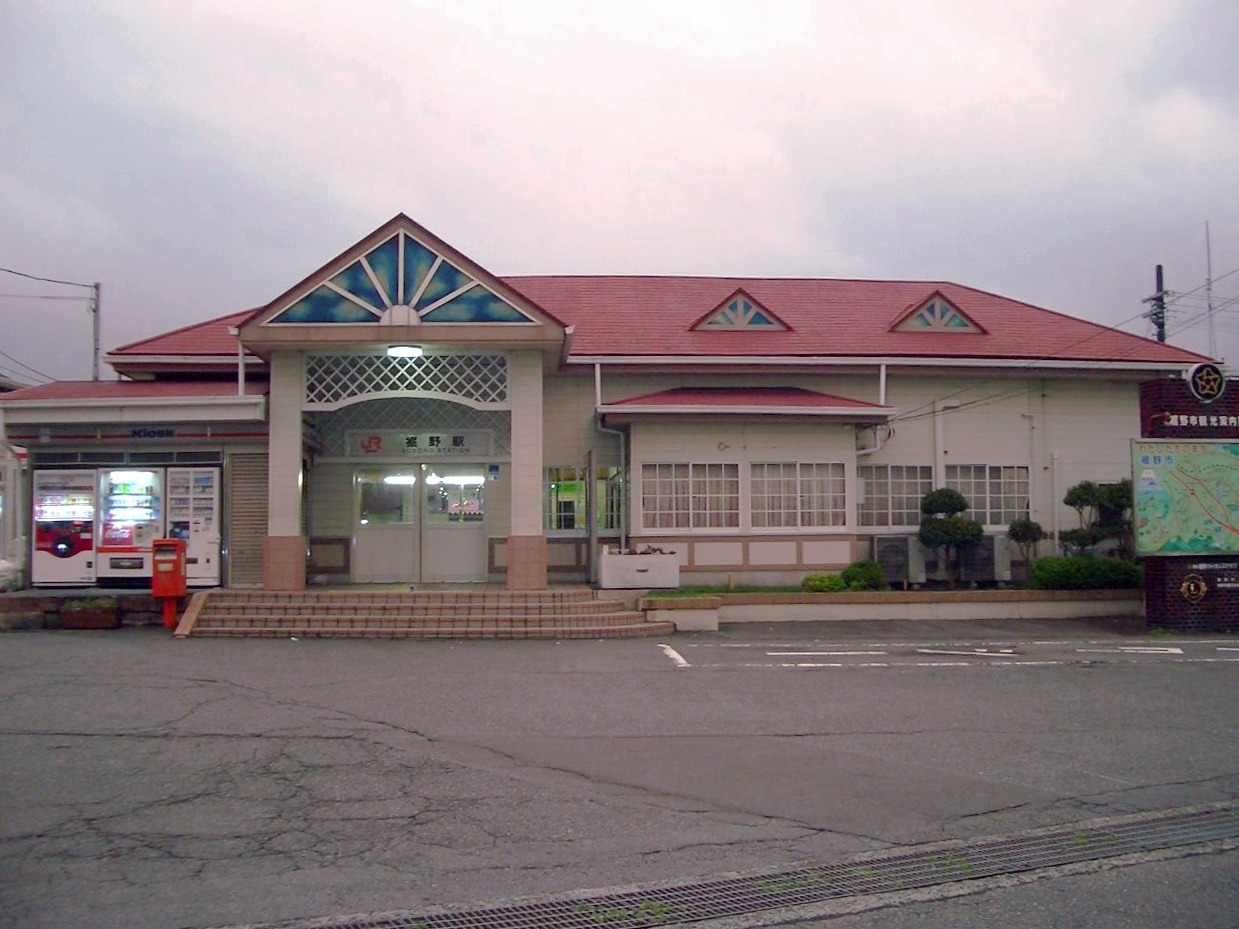
裾野駅

- 市南端部（水窪、伊豆島田）の最寄り駅は長泉町の長泉なめり駅。

### 道路
高速道路
- 東名高速道路

(7-3) 裾野IC
- 新東名高速道路

※市内にインターチェンジやジャンクションは存在しない。
- 伊豆縦貫自動車道（東駿河湾環状道路）

※市内にインターチェンジやジャンクションは存在しない。長泉IC、三島萩ICが至近であり、両ICを結ぶ側道が市域南端を通っている。
国道
- 国道246号
- 国道469号

県道
- 静岡県道21号三島裾野線
- 静岡県道24号富士裾野線
- 静岡県道82号裾野インター線
- 静岡県道152号富士公園太郎坊線
- 静岡県道157号五本地御殿場線
- 静岡県道337号仙石原新田線
- 静岡県道345号裾野停車場線
- 静岡県道394号沼津小山線

有料道路
- 南富士エバーグリーンライン
- 箱根スカイライン
- 芦ノ湖スカイライン

農道
- 駿東広域農道

### バス

#### 路線バス
- 富士急シティバス
- 富士急モビリティ
- 富士急静岡バス

※ 裾野市自主運行バス「すそのーる」 - 令和4年（2022年）3月31日廃止。代替として、翌4月1日から富士急シティバス「裾野市内循環線」が運行開始。

#### 高速バス
- 千福下・裾野市民文化センター前・トヨタ自動車東日本前
  - 沼津・裾野 - 東京駅（富士急シティバス）
  - 沼津・裾野 - 渋谷マークシティ（渋谷駅）・バスタ新宿（新宿駅）（富士急シティバス）
- 裾野バスストップ
  - 東京駅 - 東名裾野 - 静岡駅 東名ハイウェイバス （JRバステック・JR東海バス）
  - 富士・沼津 - 成田空港（富士急静岡バス・京成バス）
  - 沼津・三島 - 渋谷マークシティ（渋谷駅）・バスタ新宿（新宿駅）（富士急シティバス）

## 通信
- 本市の市外局番は、市内のほとんどの地域で055（沼津MA）が使用される。ただし、芦ノ湖スカイライン上にある「レストハウスフジビュー」では、箱根町と同じ0460（小田原MA）が使用される。

## 観光・名所・旧跡など

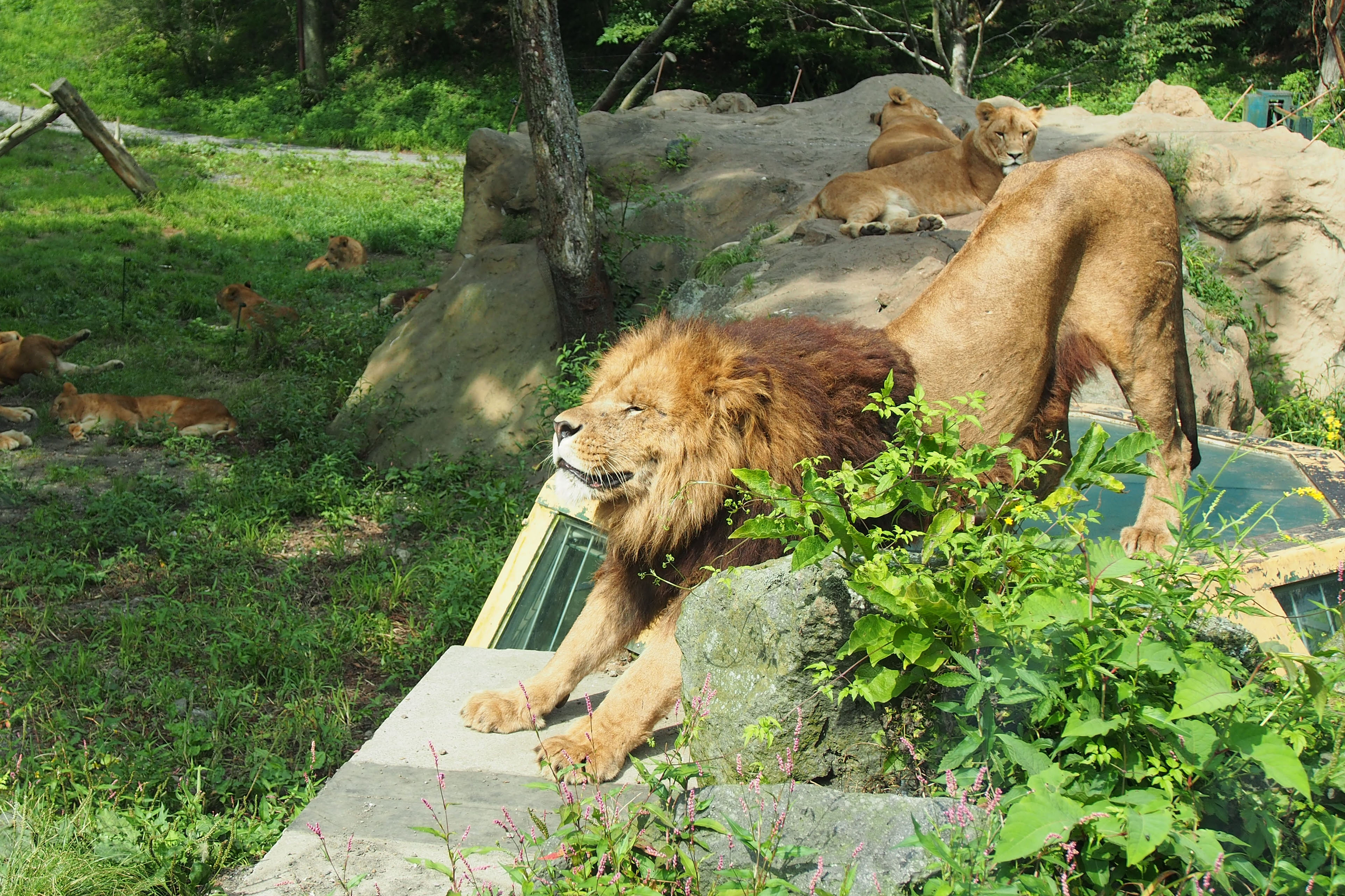
富士サファリパーク

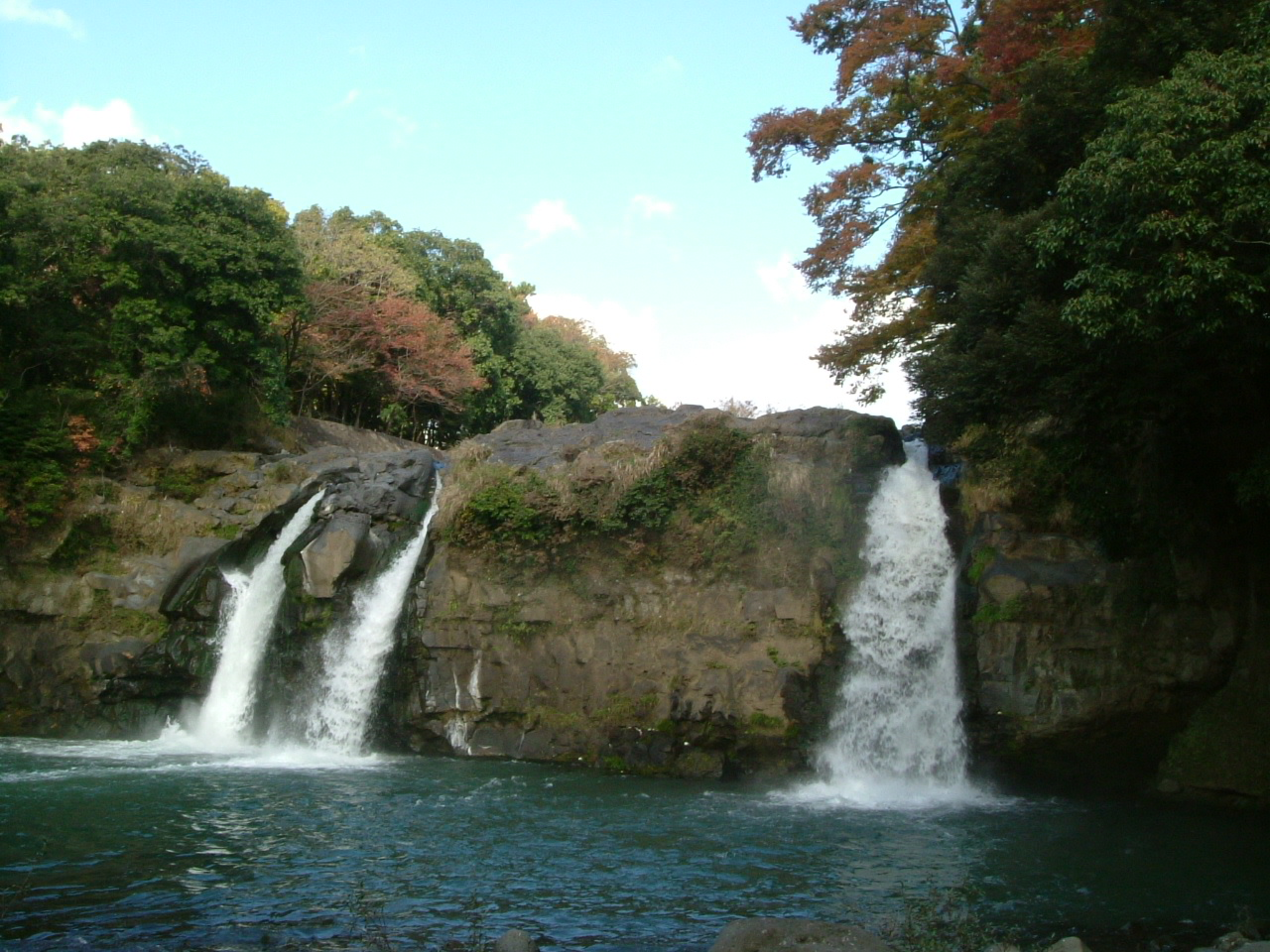
五竜の滝（雄滝）

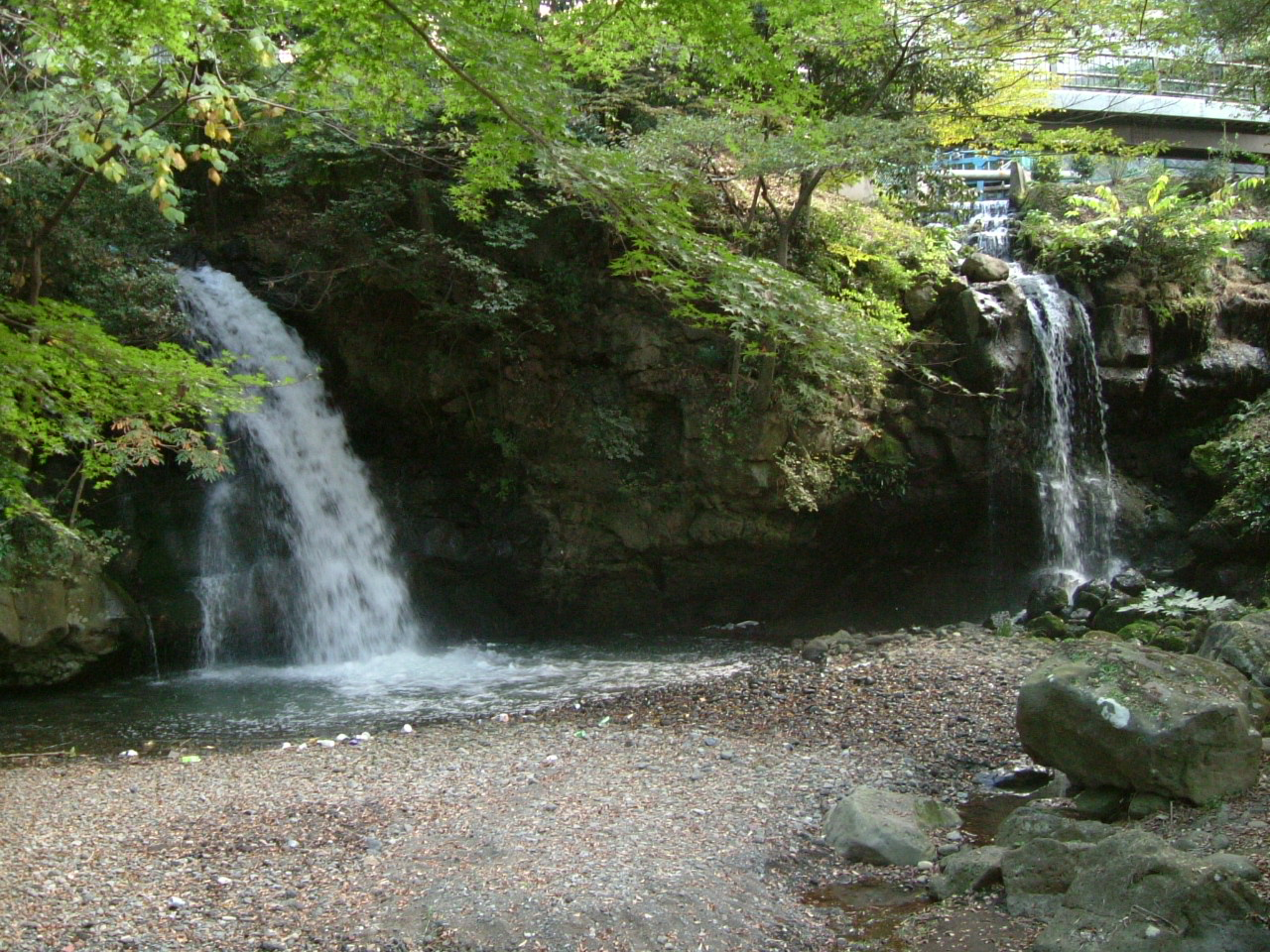
五竜の滝（雌滝）

### レジャー施設
- 富士急行グループ
  - スノータウンYeti（スキー場）
  - ぐりんぱ（旧日本ランド）
- 富士サファリパーク
- すその美人の湯 ヘルシーパーク裾野
- 裾野レジャーランド 一の瀬

### 自然
- 富士山遊歩道
- 裾野市中央公園
  - 五竜の滝 - 県指定天然記念物[23]。
  - 旧植松家住宅 - 国指定重要文化財[24]。
- 深良用水
- 景ヶ島渓谷 - 市指定名勝[25]。
  - 屏風岩 - 県指定天然記念物[26]。富士山の火山活動によってできた柱状節理。

### スポーツ施設
- スノータウンYeti（スキー場）
- 裾野市運動公園Susono City Sports park(裾野市運動公園) - panoramio
  - 裾野市運動公園陸上競技場
- スポーツスタジアムAIM
- 裾野市総合グラウンド
- 裾野市深良グラウンド
- 裾野市民体育館

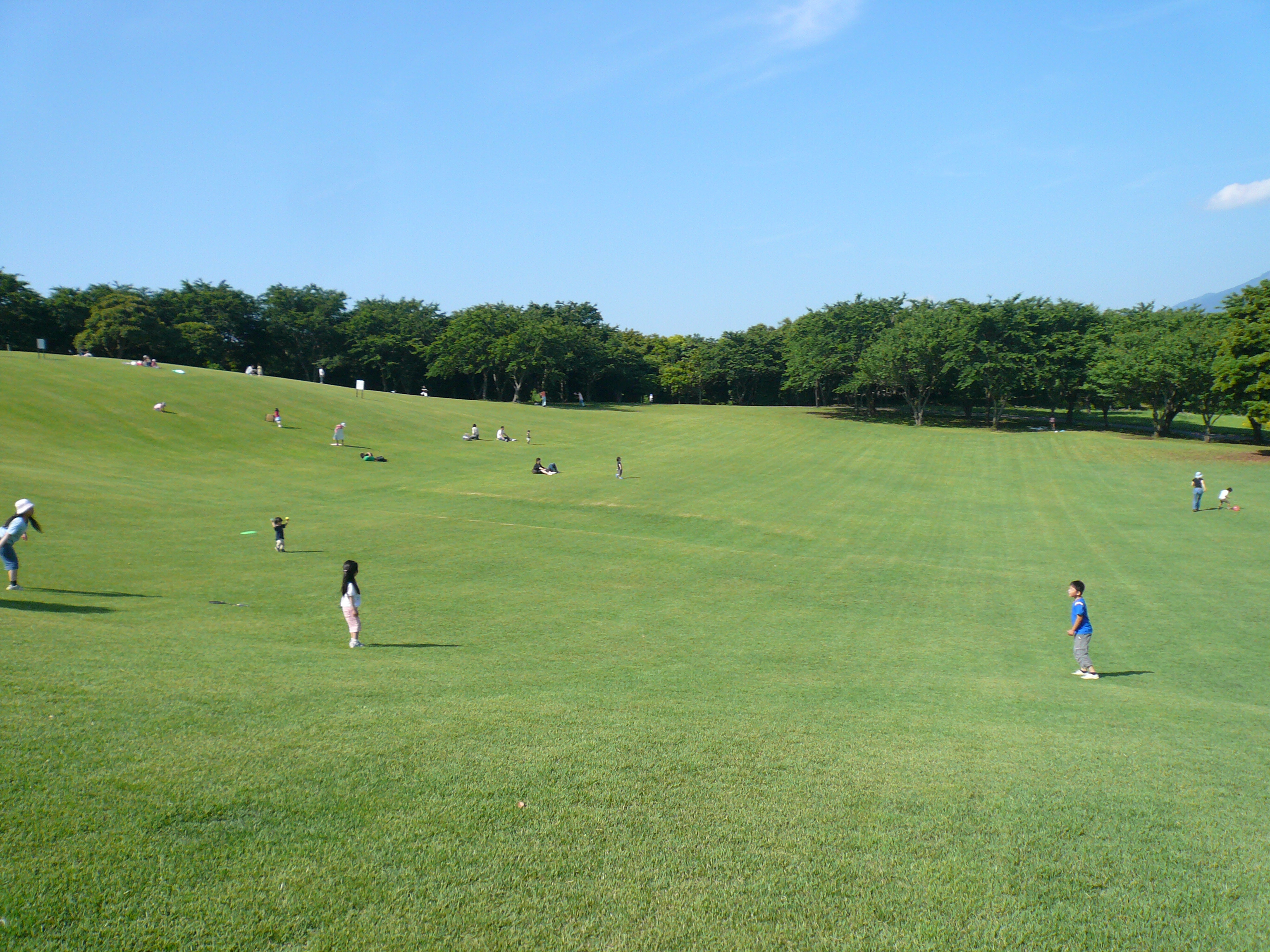
Susono City Sports park(裾野市運動公園) - panoramio

- 裾野スイミングスクール - スクールのプールに自由遊泳可能日が設けられており、一般利用が可能[27]。

※ 裾野市立水泳場 - 2020年12月に廃止が決定。

#### ゴルフ場
- 裾野カンツリー倶楽部
- ファイブハンドレッドクラブ
- 東名カントリークラブ

### 神社
- 須山浅間神社
- 佐野原神社

## 裾野市出身の有名人
- 鈴木忠治郎（発明家、実業家、裾野市名誉市民）
- 藤田浩雅（元プロ野球選手）
- 原陽子（元衆議院議員）
- 渡邉光一郎（元第一生命ホールディングス社長、元日本経済団体連合会副会長）
- 渡辺佳子（モデル）
- 女里山桃花（脚本家）
- 谷体調（元たけし軍団・芸人、現実業家）
- 石井元気（お笑いコンビ「あきげん」）
- 髙桑健（競泳選手、男子200メートル個人メドレーアジア記録保持者）
- 塩崎こうせい (俳優、振付師)
- 池谷実悠（テレビ東京アナウンサー）[29]
- 林田美学 (日本テレビアナウンサー)